# 박준규 (1925년)
박준규(朴浚圭, 1925년 9월 12일~2014년 5월 3일)는 대한민국의 교육자, 정치인이다. 본관은 순천, 호는 송산(松山)이다. 9선 국회의원으로, 제5·6·7·8·9·10·13·14·15대 국회의원이다. 제13·14대 국회 전반기 및 제15대 국회 후반기 국회의장을 지냈다.
1955년 민주당 총수 조병옥의 비서관으로 정계에 입문했으나 1963년 엄민영의 권고로 민주공화당에 입당한 후, 민주공화당과 민주정의당, 민주자유당, 자유민주연합 등에서 활동했다.
그의 유해는 대한민국 대전광역시 유성구 갑동 국립대전현충원에 안장되어 있다.

## 생애
1925년 9월 12일 일제강점기 경상북도 달성군 하빈면 묘동에서 정치인이자 대지주였던 아버지 박노익(朴魯益, 1888. 7. 3.~1958. 1. 27)과 어머니 칠원 윤씨(1885~1942. 12. 8) 사이의 1남 2녀 중 외아들로 태어났으며, 1949년 서울대학교 정치학 학사 학위를 취득한 이후 1964년 미국 아이비 리그 브라운 대학교 대학원에서 국제정치학 석사 학위를 취득하였다.
민주당 대통령 후보였던 조병옥의 비서관으로 정계에 입문해 민주당의 공천으로 고향 경북 달성군에서 두 차례 출마했다가 모두 낙선하는 비운을 맛보았고, 2전 3기 끝에 5대 총선에서 당선된 뒤 5대 국회에서는 김영삼과 함께 민주당 구파의 소장파로 활동했다.
5·16 군사정변 이 후 엄민영의 추천으로 민주공화당에 영입되어 서울특별시 성동구 을로 지역구를 옮긴 뒤 제6대 국회의원 선거와 제7대 국회의원 선거에서 연속해서 당선되면서 3선의 고지에 올랐다. 대한민국 제8대 국회의원 선거에서 신설된 성동구 병 선거구에 출마했으나 신민당의 정운갑에 패해 낙선했다. 하지만 그해 12월에 치러진 달성군·고령군 보궐선거에 출마해 당선되면서 국회로 돌아왔다. 이후 달성군·경산군·고령군 선거구에서 2번 당선되면서 6선 국회의원 고지에 올랐다.
12·12 쿠데타로 정권을 잡은 제5공화국에서는 3김과 함께 정치활동 규제자로 묶여서 출마하지 못했으나, 1988년 제13대 총선을 앞두고 민주정의당에 영입되어 민주정의당 대표위원이 되었다. 13대 국회의장을 지냈고1992년 14대 국회에서도 국회의장직에 유임되나 1993년 문민정부의 재산공개 파동 당시 민자당 지도부로부터 국회의원직 사퇴를 종용받았으나 반발하여 탈당하고 의장직은 사임하였다. 1995년에 자유민주연합으로 당적을 옮긴 뒤 15대 총선에서 대구 중구 선거구에 출마해 당선되면서 9선을 달성했다. 15대 국회에서 후반기 국회의장을 맡으면서 국회의장 3선 고지에 올랐다. 15대 국회가 종료된 이후에 정계에서 은퇴했다.
박준규의 9선 국회의원 기록은 김영삼, 김종필과 함께 다선의 기록이다.
2014년 5월 3일, 노환으로 인해 별세했다. 달성군 하빈면 묘리에 박준규의 생가터가 보존되고 있다.

## 학력
- 1935년 대구수창공립보통학교 졸업
- 1944년 대구고등보통학교 졸업
- 1949년 서울대학교 정치학 학사
- 1964년 브라운 대학교 대학원 국제정치학 석사

## 가족 관계
- 할아버지: 박○동
  - 아버지: 박노익(朴魯益, 1888. 7. 3.~1958. 1. 27.)
- 작은할아버지: 박기동(1885~?)
- 작은할머니: 김미권(1882~?)
  - 당고모: 박두을(1907. 11. 28.~2000. 1. 3.)
  - 당고모부: 이병철(1910. 2. 12.~1987. 11. 19.)
- 외할아버지: 윤재학(尹在學)
  - 어머니: 칠원 윤씨(1885~1942. 12. 8.)
    - 누나: 박갑규(1922. 5. 25.~1990. 9. 25.)
    - 매형: 백남억(白南憶, 1914. 11. 11.~2001. 1. 15.)
    - 누이[7]: 1명

  - 장인: 조근영(趙根泳, 1896~?)
    - 부인: 조동원(1927. 11. 23.~)
      - 자녀: 슬하 1남 3녀

  - 처숙부: 조헌영(趙憲泳, 1901. 1. 8.~1988. 5. 23.)
  - 처숙모: 전주 이씨
    - 처윗사촌처남: 조동진(趙東振)
    - 처윗사촌처남: 조지훈(趙芝薰, 1920. 12. 3.~1968. 5. 17.)
    - 처사촌: 조동민(趙東敏)
    - 처사촌처남: 조동위(趙東衛)

  - 처사돈: 김성규(金性奎, 1904~1946)
    - 처윗사촌댁: 김위남(金渭男)
      - 처당조카: 조광렬(趙光烈, 1945~)
      - 처당조카: 조학렬(趙學烈, 1948~)
      - 처당조카딸: 조혜경(趙惠璟, 1951~)
      - 처당조카: 조태열(趙兌烈, 1955. 11. 10.~)
      - 처당조카며느리: 김혜경(金惠卿)
        - 처당조카손녀: 조은정
        - 처당조카손자: 조상균

## 역대 선거 결과
|  | 12.69% |

|  | 27.24% |

|  | 71.64% |

|  | 32.20% |

|  | 41.11% |

|  | 35.32% |

|  | 0% |

|  | 25.24% |

|  | 36.18% |

|  | 54.92% |

|  | 50.07% |

|  | 33.26% |

## 소속 정당
| 소속 정당 | 소속 정당    | 소속 기간 | 비고                |
| --------- | ------------ | --------- | ------------------- |
|           | 무소속       | 1954~1955 | 정계 입문           |
|           | 민주국민당   | 1955      | 입당                |
|           | 민주당       | 1955~1960 | 합당                |
|           | 무소속       | 1960      | 탈당                |
|           | 신민당       | 1960~1961 | 창당                |
|           | 무소속       | 1961~1963 | 정당 해산           |
|           | 민주공화당   | 1963~1980 | 창당                |
|           | 무소속       | 1980~1987 | 정당 해산           |
|           | 민주정의당   | 1987~1990 | 입당                |
|           | 민주자유당   | 1990~1993 | 합당                |
|           | 무소속       | 1993~1995 | 탈당                |
|           | 자유민주연합 | 1995~2000 | 창당                |
|           | 무소속       | 2000~2014 | 탈당 정계 은퇴 사망 |

## 같이 보기
- 달성군 (1948년 선거구)
- 달성군의 국회의원
- 성동구 을 (1950년 선거구)
- 서울 성동구의 국회의원
- 달성군·고령군 (1963년 선거구)
- 고령군의 국회의원
- 달성군·경산군·고령군
- 경산군의 국회의원
- 동구 (1988년 대구 선거구)
- 대구 동구의 국회의원
- 동구 을 (1992년 대구 선거구)
- 중구 (대구 선거구)
- 대구 중구의 국회의원
- 대한민국의 국회의장